# Olle Scherwin
Olof (Olle) Scherwin, född 15 juli 1925 i Västerås, död 2 juli 2000 i Danderyds församling, Stockholms län, var en svensk kyrkomusiker. 
Scherwin, som var son till stadsfogde Olle Berglind och Tyra Scherwin, avlade studentexamen 1945, högre organistexamen vid Kungliga Musikhögskolan 1949 samt högre kantors- och musiklärarexamen 1952. Han blev andre domkyrkoorganist i Uppsala 1952, tillförordnad domkyrkoorganist 1964 och organist i Danderyds kyrka 1967. Han blev biträdande lärare i orgelspelning vid Kungliga Musikhögskolan 1961 och var huvudlärare 1978–1990, med professors namn från 1988. Han grundade Danderyds kammarmusikförening 1968. Han tilldelades Per Adolf Bergs jetong.